# Frédéric III (roi de Danemark)
Pour les articles homonymes, voir Frédéric III et Frédéric, prince de Danemark.
Frédéric III (en danois et norvégien : Frederik III), né le 18 mars 1609 à Haderslev (duché de Schleswig) et décédé le 9 février 1670 à Copenhague (royaume de Danemark et de Norvège), est roi de Danemark et de Norvège du 28 février 1648 à sa mort en 1670. Il appartient à la maison d'Oldenbourg.
Sa devise est : « Le Seigneur est ma Providence » (Herren er mig forsyn).

## Famille
Fils cadet de Christian IV, roi de Danemark et de Norvège, et d'Anne-Catherine de Brandebourg, il succède à son père en 1648, son frère aîné étant mort en juin 1647.
Le 1er octobre 1643, il épouse à Glückstadt Sophie-Amélie, princesse de Brunswick-Calenberg, fille du duc Georges de Brunswick-Calenberg et d'Anne-Éléonore, princesse de Hesse-Darmstadt.
Ils ont huit enfants, dont cinq filles :
- Christian V (1646 – 1699) ;
- Anne-Sophie de Danemark (1647 – 1717), mariée le 9 octobre 1666 à Jean-Georges III, électeur de Saxe ;
- Frédérique-Amélie de Danemark (1649 – 1704), mariée le 24 octobre 1667 au duc Christian-Albert de Holstein-Gottorp (1641 – 1695) ;
- Wilhelmine-Ernestine de Danemark (1650 – 1706), mariée le 20 septembre 1671 à Charles II, électeur palatin ;
- Frédéric de Danemark (11 octobre 1651 – 14 mars 1652) ;
- Georges de Danemark (1653 – 1708), marié le 28 juillet 1683 à la reine Anne de Grande-Bretagne ;
- Ulrique-Éléonore de Danemark (1656 – 1693), mariée le 6 mai 1680 au roi Charles XI de Suède ;
- Dorothée de Danemark (16 novembre 1657 – 15 mai 1658).

Il a également un fils illégitime avec Margarethe Pape, Ulrik Frederik Gyldenløve.

## Biographie

### Jeunesse du futurFrédéricIIIde Danemark
Sa position comme plus jeune fils de Christian IV a profondément influencé sa vie future. Pendant son enfance et son adolescence, il n'était pas l'héritier du trône et par conséquent, il devint l'instrument de son père dans son désir d'expansion dans le Saint-Empire. Alors qu'il était encore jeune homme, il devint évêque de Brême et Verden, coadjuteur d'Halberstadt. À l'âge de dix-huit ans, il fut promu commandant en chef de la forteresse de Stade. Ainsi, dès son plus jeune âge, il acquit une considérable expérience comme administrateur. Il eut toujours un goût très prononcé pour les études littéraires et scientifiques.
Le 1er octobre 1643, le prince Frédéric de Danemark épouse la princesse Sophie-Amélie de Brunswick-Lunebourg, femme énergique et passionnée, au caractère ambitieux. Cette union affecta non seulement le destin de Frédéric III, mais également le destin du Danemark.
Au cours de la guerre qui opposa le Danemark à la Suède en 1643 – 1645, Frédéric fut nommé commandant des duchés par son père et remporta peu de victoires, la cause principale incombant à des querelles qui l'opposèrent au maréchal Bille (en), commandant en chef des forces danoises. Ce fut son premier affrontement avec la noblesse danoise qui considéra toujours Frédéric avec méfiance.

### FrédéricIII, roi du Danemark
Son règne est marqué par des conflits internes et la lutte pour la suprématie en mer Baltique.
La mort de son frère aîné Christian, en juin 1647, lui ouvrit la perspective de devenir prince héritier. La question était encore en suspens lorsque Christian IV mourut le 28 février 1648. Jusqu'au 6 juillet 1648, les sujets du nouveau roi Frédéric III refusèrent de lui prêter hommage. Celui-ci eut lieu lorsque le roi signa une charte par laquelle il réduisait les prérogatives royales.
Frédéric III fut un prince réservé et énigmatique, riant rarement, parlant peu, écrivant encore moins, tout à l'inverse de son père Christian IV. Frédéric III n'avait pas les qualités impulsives et joviales de son père, mais possédait à un haut degré les vertus de la modération et de la maîtrise de soi. Il fut un fervent collectionneur et fonda la Bibliothèque royale de Copenhague en 1648.
Les premières années de son règne furent marquées par une secrète résistance contre les deux hommes les plus puissants du royaume : Corfitz Ulfeldt et Hannibal Sehested. Tous deux furent démis de leurs fonctions en 1651. Corfits Ulfeldt s'exila en Suède où il devint un traître et Hannibal Sehested fit un retour en faveur en 1660.

### Guerre du Danemark contre la Suède
Frédéric III considéra à juste titre comme une source de danger pour son pays l'accession au trône de Suède de Charles X Gustave le 6 juin 1654, estimant que le tempérament et la politique de ce dernier se conjuguaient pour stimuler l'agressivité suédoise. La seule incertitude était de savoir dans quelle direction se tourneraient les bras de Charles X Gustave en premier.
Charles X Gustave envahit la Pologne en juillet 1654. Ce fut un soulagement pour les Danois, même si la guerre était pleine de dangers latents pour le Danemark. Le Risgsdag se réunit le 23 février 1657 et accorda volontiers de considérables subventions pour la mobilisation et les dépenses militaires. Le 23 avril 1657, Frédéric III reçut l'avis de la majorité de la Rigsråd pour attaquer les possessions suédoises en Allemagne. Début mai 1657, Frédéric III attendit la rupture des négociations et le 1er juillet 1657 il signa le manifeste justifiant la guerre. Ce conflit ne fut donc jamais officiellement déclaré.
Charles X Gustave déjoua tous les plans de ses ennemis en attaquant par le Jutland, en traversant en janvier et février 1658 les détroits danois (grand Belt et petit Belt) pris par les glaces, menaçant ainsi directement Copenhague et l'existence même du Danemark comme royaume indépendant. Devant cette écrasante défaite, Frédéric III dut capituler. Cédant aux instances de ses alliés français, le roi de Suède se contenta de mutiler, plutôt que d'anéantir, la couronne danoise. Frédéric III signa le 26 février 1658 le traité de Roskilde par lequel il abandonnait à la Suède ses provinces au sud de la péninsule scandinave (Scanie, Blekinge, Halland, Bohuslän).

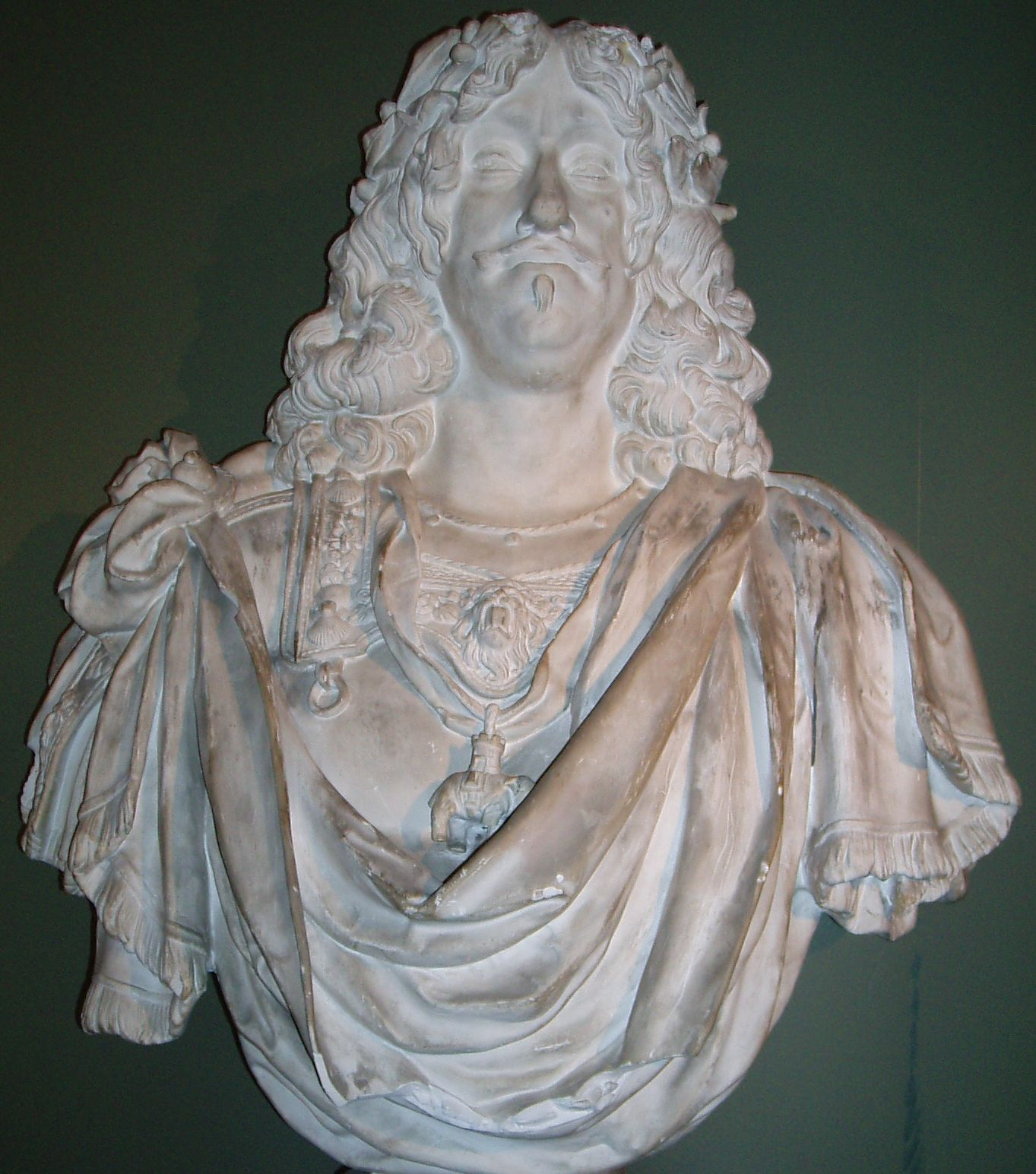
Buste de Frédéric III de Danemark par François Dieussart.

La conclusion de la paix fut suivie d'un épisode surprenant. En effet, le roi du Danemark exprima le désir de faire la connaissance de son vainqueur. Charles X Gustave consentit à être l'invité du roi du Danemark pendant trois jours. Il fut reçu au château de Frederiksborg du 3 au 5 mars 1658. De splendides banquets eurent lieu jusque tard dans la nuit et des conversations privées se déroulèrent entre les deux souverains qui sortaient tout juste d'une lutte à mort.

### Siège de Copenhague repoussé
Cependant Charles X Gustave, insatiable de conquêtes et soupçonneux envers le Danemark, envahit ce dernier sans motif raisonnable et sans déclaration de guerre, au mépris de toutes les lois internationales en vigueur à cette époque. Il débarqua ainsi à Korsør sur l'île de Seeland le 17 juillet 1658. Personne n'avait prévu la possibilité de cette soudaine et brutale attaque, et personne n'ignorait au Danemark que la capitale danoise était très mal fortifiée et possédait une faible garnison.
Toutefois, Frédéric III ne perdit jamais courage. « Je vais mourir dans mon nid », tels furent les mots mémorables par lesquels il réprimanda les conseillers qui lui recommandaient la sécurité. Le 8 août 1658, les représentants de tous les ordres de la capitale exhortèrent à la nécessité d'une vigoureuse résistance et les habitants de Copenhague, dirigés par le bourgmestre Hans Nansen, protestèrent de leur inébranlable loyauté envers le roi et leur détermination à défendre Copenhague jusqu'à l'extrémité. Les Danois furent alertés trois jours avant l'approche du danger. Les vastes et vétustes lignes de défense comportaient seulement deux mille défenseurs. Mais le gouvernement et le peuple firent preuve d'une mémorable et exemplaire énergie sous la surveillance du roi, de la reine et du bourgmestre Nansen ; au début de septembre 1658, toutes les infrastructures furent réparées, les murs et les canons installés et sept mille hommes en armes furent disposés. La ville fut si fortement fortifiée que Charles X Gustave renonça à lancer l'assaut sur Copenhague et entreprit un siège. Par la suite, il convertit le siège en blocus maritime, empêchant ainsi l'approvisionnement de la capitale par la flotte néerlandaise. La défaite navale de l'Øresund, le 29 octobre 1658, força Charles X Gustave à mettre fin au blocus de la capitale danoise et il finit par abandonner entièrement le siège. Le roi de Suède préparait pourtant une autre attaque contre le Danemark, lorsqu'il mourut en 1660. Les Néerlandais aidèrent ensuite à la libération des îles danoises en 1659. Ainsi Copenhague sauva la monarchie danoise.

### Monarque absolu
Frédéric III profita de la défense des intérêts communs du pays et de la dynastie. La traditionnelle loyauté des Danois des classes moyennes se transforma en un enthousiasme débordant pour le roi et pendant une brève période, Frédéric III fut l'homme le plus populaire en son royaume. Il fit usage de sa popularité pour réaliser le rêve de sa vie en instaurant la monarchie absolue en 1660.
Sous le règne de Frédéric III le pouvoir absolu fut établi au Danemark. Pendant la guerre de Trente Ans, le pouvoir monarchique de Christian IV était devenu économiquement dépendant des grands négociants et financiers flamands par des prêts exorbitants. Il lui avait donc fallu s’allier politiquement avec les milieux des négociants, ce qui avait eu pour résultat que le pouvoir de la noblesse s’était affaibli aussi bien politiquement qu’économiquement.
Dans une assemblée des états à Copenhague en 1660, le roi Frédéric III et les grands négociants réussirent à prendre le pouvoir. Le pouvoir absolu perdura jusqu’en 1849, date à laquelle, sous le règne du roi Frédéric VII, la constitution dite démocratique fut promulguée.
Pendant les dix dernières années de son règne, la popularité de Frédéric déclina. La monarchie une fois consolidée, il tenta de panser les plaies de la guerre. Il transforma l'administration et de nouveaux hommes accédèrent au gouvernement, qui fut marqué par des rivalités entre ministres et conseillers, comme celle d'Hannibal Sehested et de Christoffer Gabel. Au cours de cette période, dite Kongeloven (da) (Lex Regia), la constitution danoise de la monarchie absolue fut rédigée (1665). Copenhague devint une ville de garnison et la défense du pays fut renforcée.
En 1665, Frédéric III eut l'occasion de rendre le service rendu par les Néerlandais en 1658 et 1659 en empêchant les Anglais de s'emparer de la cargaison néerlandaise en provenance des Indes orientales. La flotte des Pays-Bas trouva refuge en Norvège et les Anglais persuadèrent Frédéric III de partager la cargaison avec eux, mais avant que la flotte danoise n'eût atteint Bergen, le commandant de la forteresse avait déjà acheminé les navires anglais. Le 2 août 1665 eut lieu la bataille de Vågen qui vit la défaite des Anglais.

### Mort et inhumation
Frédéric III décéda le 9 février 1670 au château de Copenhague et fut inhumé en la cathédrale de Roskilde.

### Armes et monogramme

Prince de Danemark et Norvège.
Roi de Danemark de 1648 à 1670.
Monogramme du roi Frédéric.